# 아불 하이르 칸 (우즈베크)

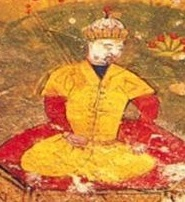

아불 하이르 칸 (1412 - 1468) 은 우즈베크족을 연합해 킵차크 칸국에게서 독립했다. 1466년에는 자니벡 칸과 케레이 칸이 그에 대한 반란을 일으켜 유목민들을 이끌고 떠나 카자흐 칸국을 만들었다.
아불 하이르는 1412년에 태어났다. 그는 칭기즈 칸의 손자, 주치의 5남 샤이반의 후손으로, 백장 한국의 베그였다. 당시 샤이반의 울루스는 여러 유목 집단으로 분할되어 있었는데, 그 중 하나가 주마두크 칸이 이끄는 집단이었다. 아불 하이르는 주마두크에 충성을 받쳤으나, 1427년 주마두크는 전투의 와중에 전사하고 아불 하이르는 포로가 되었다.
1428년에 석방된 아불 하이르는 투라강가의 튜멘을 중심으로 샤이반 울루스의 유목 집단들을 연합시키기 시작했다. 그는 토볼강 전투에서 시비르 한국의 칸에게 승리하고 그를 폐위한뒤 서부 시베리아의 칸을 자칭했다. 이후 4년간 그는 자신의 지배권을 강화해나갔다.
아불 하이르 칸은 백장 한국의 에디구의 손자, 바카스 베그 망기트족의 지원을 받아 우즈베크족을 조직했다.
1430 - 31년, 아불 하이르는 바카스와 함께 화레즘을 공격해 우르간즈를 점령했다. 그러나 1431년, 우즈베크인들은 도시를 포기하고 후퇴했다. 아불 하이르의 군대는 아스트라한 부근에서 자신에게 대항하는 두명의 칸에게 패배를 안겨줬다. 1435 - 36년 우즈베크 군대는 화레즘을 다시금 공격하고 몇 년 뒤에는 아스트라한을 공격했다. 1446년 초반에 아불 하이르와 그의 군대는 시르다리야강 유역을 공격해 결국 티무르 왕조의 땅 일부를 빼앗았다. 시그나크는 아불 하이르의 새 수도가 되었고, 트란스옥시아나에 대한 그의 공격은 그 곳을 중심으로 이뤄졌다.
1451년 아부 사이드는 아불 하이르 칸에게 압둘라를 격파해 달라고 부탁했다. 아불 하이르는 아부 사이드를 도와주기로 하고, 두 군대는 사마르칸드로 진군했다. 압둘라는 전사하고 그의 군대는 격파 당했다. 하지만 아부 사이드는 즉각 자신의 군대를 이끌고 도시로 들어가 성문을 닫고 아불 하이르와 우즈베크인들을 쫓아냈다. 아부 사이드는 뒤따른 분란을 피하기 위해 우즈베크인들에게 엄청난 선물을 줬다.
1468년 (몇몇 사료들은 1469년 또는 1470년이라 주장) , 아불 하이르는 죽었다. 그의 사후 우즈베크인들의 국가는 화레즘과 트란스옥시아나에 각각 성립되었다. 16세기의 첫 10년에 아불 하이르의 손자 무함마드 샤이바니가 두 우즈베크인들을 연합해 사마르칸드를 중심으로 한 샤이바니 제국을 세웠으나, 오래가지 못 했다.
| 전임 (초대) | 우즈베크족의 칸 1428년 - 1468년 | 후임 하이다르 술탄 |

## 같이 보기
- 샤이반 왕조